# WWF Superstars (jeu vidéo, 1989)
Cet article concerne le jeu sur borne d'arcade. Pour le jeu sur console portable Game Boy, voir WWF Superstars (jeu vidéo, 1991).
WWF Superstars est un jeu d'arcade développé par Technos et commercialisé en 1989. Il est le premier jeu vidéo d'arcade inspiré de la branche américaine de catch professionnel WWF à être commercialisé. Technos conçoit une suite intitulée WWF WrestleFest en 1991. Le jeu est accueilli avec une moyenne de 5,3/10 sur GameFAQs.

## Système de jeu
Chaque prise favorite et chaque personnalité des catcheurs de 1989 sont exposées dans le jeu. Des scènes coupées de Ted DiBiase, André le Géant et Virgil sont également incluses. Mean Gene Okerlund et Miss Elizabeth font également leur apparition. Les joueurs font la sélection de deux joueurs pour former un tag team. Les catcheurs incluent Hulk Hogan, The Ultimate Warrior, Big Boss Man, « Macho Man » Randy Savage, The Honky Tonk Man, et « Hacksaw » Jim Duggan. Plus de deux joueurs peuvent jouer en simultanée. Les équipes combattent dans une série de matchs à New York puis à Tokyo.